# Barrage de Gréoux
Le barrage de Gréoux est un ouvrage hydroéléctrique sur le Verdon, situé dans le département des Alpes-de-Haute-Provence près de Gréoux-les-Bains. 

## Description
Il permet une retenue d'eau d'un volume de 80 millions de m3, le lac d'Esparron, qui alimente la centrale de Vinon et le canal de Provence. 
C’est le 5ème et dernier des barrages aménagés sur le cours du Verdon (avec les barrages de Castillon, Chaudanne, Sainte-Croix et Quinson) 
L'édifice appartient à EDF et fournit 170 GWh/an.
C'est un barrage en terre et en roches de 260 m d'épaisseur à la base, haut de 67 m et long de 220 m.